# Heliconia badilloi
Heliconia badilloi är en enhjärtbladig växtart som beskrevs av Abalo och G.Morales. Heliconia badilloi ingår i släktet Heliconia och familjen Heliconiaceae. Inga underarter finns listade.